# Chiesa di San Benedetto (Marciana)
La chiesa di San Benedetto è un edificio di culto del XII secolo, situato nel comune di Marciana, all'Isola d'Elba.

## Storia e descrizione
I suoi ruderi si trovano in località La Terra (ovvero «il paese»), sede del villaggio medievale di Pedemonte (460 metri di altitudine) su un contrafforte meridionale del Monte Capanne. Si conservano tracce della curvatura absidale, parte delle murature perimetrali e tegole di copertura in ardesia. L'edificio è in diretto rapporto visivo con la Chiesa di San Biagio.